# Grb Občine Zagorje ob Savi
Grb Občine Zagorje ob Savi ima obliko ščita, ki je razdeljen na štiri polja in je obrobljen z zelenim trakom. Na spodnjem delu je polje bele barve, nad njim pa se v obliki lokov dvigajo polja v črni, modri in zeleni barvi.
Grb izvira iz grba fevdalne družine Gallenberg iz 13. stoletja. Črno polje, ki je najmanjše simbolizira več kot dvestoletno rudarsko tradicijo, modro polje simbolizira nebo in vodo, zeleno polje pa svežino, spoštovanje narave, čisto okolje, kmetijstvo in turizem.